# Jardin botanique du Nouveau-Brunswick
Le Jardin botanique du Nouveau-Brunswick est un jardin botanique de 7 ha situé à Edmundston, dans la province du Nouveau-Brunswick au Canada.  Il est voisin du parc provincial de la République.